# Enhanced Versatile Disc
Die Enhanced Versatile Disc (EVD) ist eine Alternative zur Video-DVD. Sie wurde in und für China entwickelt. Physikalisch unterscheidet sich die EVD nicht von der DVD. Sie setzt das UDF-Dateisystem ein und kann von herkömmlichen PC-DVD-Laufwerken gelesen werden. Die Unterschiede zur Video-DVD liegen in der Verzeichnisstruktur und den eingesetzten Codecs.
Den Anfang nahm die Entwicklung der EVD im Jahr 1999. Hauptmotiv für die Entwicklung eines neuen Standards war die Vermeidung von Lizenzgebühren, die bei der Produktion von Abspielgeräten für Video-DVD (DVD-Player) an das DVD-Forum und an MPEG abzugeben sind. Die EVD setzt etwa als Videocodec nicht MPEG-2 Video ein, sondern die proprietären Codecs VP5 und VP6 der Firma On2 Technologies, die eigens dafür entwickelt wurden und für die vermutlich weniger Lizenzkosten anfallen. Außerdem bieten diese Codecs eine bessere Kompression als MPEG-2 Video. Es ist sogar möglich, hochauflösendes Videomaterial auf einer EVD unterzubringen, allerdings nur bei Filmen mit einer Dauer bis zu etwa zwei Stunden bzw. bei Kompromissen bei der Bildqualität.
Als Audiocodec wird Enhanced Audio Codec (EAC) 2.0 eingesetzt, der die Tonformate Mono, Stereo und 5.1-Kanal-Raumklang unterstützt.
Die erste EVD wurde am 18. November 2003 vorgestellt. Es kam bald zu einem Streit zwischen On2 Technologies und Beijing E-World (das Konsortium, das den Standard entwickelt hat), in dem es um die korrekte Abrechnung von Lizenzgebühren ging. Bisher scheint die EVD, obwohl sie von der chinesischen Regierung unterstützt wird, keine große Verbreitung gefunden zu haben und ihre Zukunft ist noch ungewiss, auch weil es bisher angeblich noch kaum Unterstützung durch die großen Filmstudios gibt. Als interessant darf aber der Ansatz betrachtet werden, bessere Qualität des Videomaterials nicht durch höhere Kapazität des Mediums, sondern durch effizientere Kodierung zu erreichen.